# Moisés
Moisés (en hebreo: מֹשֶׁה‎, pron. estándar: Moshé, pron. tiberiana: Mōšeh; en griego antiguo: Mωϋσῆς, Mōÿsẽs; en latín: Moyses; en árabe: موسىٰ‎, Mūsa), llamado en la tradición judía Moshe Rabbenu (מֹשֶׁה רַבֵּנוּ, "Moisés nuestro maestro") (s. XIV a. C.-s. XIII a. C.) es el profeta más importante para el judaísmo, libertador del pueblo hebreo de la esclavitud de Egipto y encargado por Dios de entregar la ley escrita y, según los rabinos, la ley oral, codificada más tarde en la Mishná.
El cristianismo heredó esta imagen de Moisés, a quien venera como redentor y legislador y, por ello, anticipo de Cristo. En ambas tradiciones, Moisés es el autor del Pentateuco, en hebreo Torá, los cinco primeros libros de la Biblia, que contienen la Ley, llamada por ello Ley de Moisés. En el Islam, Moisés es uno de los profetas que más veces (ciento treinta y seis) se nombra en el Corán. En dichas referencias se dice que Moisés es el mensajero enviado al pueblo de Israel y el único en haber escuchado directamente a Dios, por lo cual se lo llama kalîm Allah. Los relatos del Corán retoman y a veces reelaboran las narraciones sobre Moisés contenidas en la Biblia y en la Hagadá, para remarcar el paralelismo entre Moisés y Mahoma, a quien el primero habría anunciado. En todas las religiones abrahámicas, Moisés es una figura central como profeta y legislador. 
El Éxodo constituye la fuente primaria y la más antigua sobre Moisés, el libro sagrado relata la vida y obra del profeta, así como sus parientes y legado. Su nacimiento se da en Egipto, hijo de Amram y de Jocabed, ambos de la tribu de Leví. En aquel tiempo, el Faraón (se desconoce el nombre) para controlar la población hebrea, emite que todo hijo varón sea echado al Nilo, la madre de Moisés lo coloca en una cesta al río de donde es recogido por la hija del Faraón (el midrash la llama Bitia), quien lo cría como propio. En su juventud, mata a un egipcio que maltrataba a un hebreo y huye al país de Madián en el desierto. Allí se casa y tiene una revelación divina en el Monte Sinaí. Regresa a Egipto por orden divina y junto a su hermano Aarón demandan al Faraón (se desconoce el nombre) la libertad de los hebreos; ante la negativa del soberano invocan sobre Egipto las diez plagas bíblicas. A causa de ellas, los hebreos son liberados y Moisés los conduce hacia el Sinaí. Allí, recibe la Ley, la entrega al pueblo de Israel y organiza sus instituciones y culto. Finalmente, después de pasar cuarenta años en el desierto, lleva al pueblo hasta la Tierra Prometida, pero muere en el monte Nebo (Transjordania) antes de poder ingresar en ella. La Biblia no menciona donde sepultaron a Moisés.
El judaísmo rabínico considera que la vida de Moisés se extiende desde el año 1391 a. C. hasta 1271 a. C., mientras que Jerónimo lo ubica en 1592 a. C. y James Ussher en 1571 a. C.
A partir del siglo XVII, la atribución del Pentateuco a Moisés fue puesta en duda, entre otros, por Baruch Spinoza. En el siglo XVIII, Jean Astruc reforzó esta noción con argumentos de crítica textual; en ambos casos no se negó la existencia de Moisés. A partir del siglo XIX se intentó ubicar a Moisés en el Imperio Nuevo de Egipto, relacionándolo con figuras como Akenatón o Ramsés II. 
El consenso actual es que se trata de un personaje legendario, aunque algún líder tribal tipo-Moisés pudo haber existido a finales de la Edad del Bronce.

## Etimología
|             |     |    |
| \| \| \| \| |     |    |
|             |     |    |
| F31         | S29 | B3 |

| F31 | S29 | B3 |

|             |     |    |
| \| \| \| \| |     |    |
|             |     |    |
| F31         | S29 | B3 |

| F31 | S29 | B3 |

|             |     |    |
| \| \| \| \| |     |    |
|             |     |    |
| F31         | S29 | B3 |

| F31 | S29 | B3 |

|             |     |    |
| \| \| \| \| |     |    |
|             |     |    |
| F31         | S29 | B3 |

| F31 | S29 | B3 |

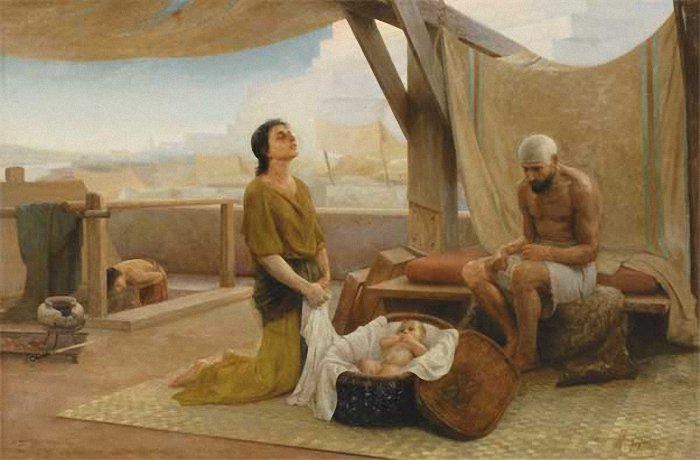
Los padres de Moisés. Óleo. Isaak Asknaziy. 1891. Museo Estatal Ruso.

Moisés es un nombre que únicamente él lo lleva en toda la Biblia.
Según el relato del Éxodo, su madre no le da un nombre cuando nace y solo lo llama el niño. Es la hija del Faraón, una egipcia, quien lo llama Moisés (משה Mōše), diciendo: [משיתהו mosyteu] "Porque de las aguas [lo saqué]". Esta explicación lo vincula a la raíz semítica משה, m-š-h, que significa "sacar" , en efecto profetizando que Moisés sacaría a otros (de Egipto) ; Esto ha sido aceptado por algunos estudiosos.
El narrador bíblico le asignó una etimología popular en hebreo, pero sería gramaticalmente incorrecta, según el cual significa  ‘salvado de las aguas’.
El consenso actual reconoce un origen egipcio en el nombre. Moisés es la transcripción del egipcio - mose, usado generalmente como sufijo y procedente de la raíz m-s-s que significa "engendrado por". Es común en nombres teóforos como Tutmoses o Ramsés.
La etimología presentada en la Biblia podría reflejar un intento de borrar los rastros de los orígenes egipcios de Moisés. Los orígenes egipcios de su nombre fueron reconocidos como tal por antiguos escritores judíos como Filón y Josefo. Filón vinculó el nombre de Moisés (Μωϋσῆς 'Mōusḗs') con la palabra egipcia (copta) para 'agua' (möu, μῶυ), en referencia a su hallazgo en el Nilo, mientras Josefo, en Antigüedades judías, afirma que el segundo elemento, -esês, significa "aquellos que se salvan".
Autores como Naman Nadav han sugerido, sin embargo, que la raíz hebrea del nombre no puede dejarse de lado.

## Moisés según el texto bíblico
La historia de la vida de Moisés es narrada en la Biblia, específicamente en la Torá (primera parte del Tanaj) y en el Pentateuco. El texto bíblico narra cómo Moisés lideró la salida de los hebreos de Egipto y recibió los Diez Mandamientos de manos de Yahveh en el Monte Sinaí. La tradición sostiene que Moisés vivió 120 años.

### Nacimiento
En el Libro de Éxodo, el nacimiento de Moisés tuvo lugar cuando un indeterminado faraón egipcio había ordenado a las parteras (comadronas) que mataran a todo varón hebreo recién nacido, pero estas por temor a Dios no hicieron como se les mandó (cf. Éxodo 1:15-17). Según el mencionado libro, Moisés fue hijo de Amram (quien era miembro de la tribu de Leví y descendía de Jacob) y su esposa, Iojebed / Jocabed (cf. Éxodo 2:1; 6:20). Moisés tuvo una hermana siete años mayor que él, Míriam, y un hermano tres años mayor que él, Aarón. Según el Libro de Génesis, el padre de Amram, Coat, llegó a Egipto junto con setenta miembros del grupo de descendientes de Jacob, por lo que Moisés era parte de la segunda generación de israelitas nacidos en Egipto.
Iojebed dio a luz a un pequeño, y lo escondió durante los tres primeros meses. Cuando no pudo ocultarlo más, lo colocó en una cesta, embadurnada con barro en su interior y brea en el exterior para hacerla impermeable, y la llevó al Nilo. La cesta con el bebé fue observada y seguida de cerca por Miriam hasta que la hija del faraón llegó al Nilo para bañarse.

### Miembro de la familia del faraón

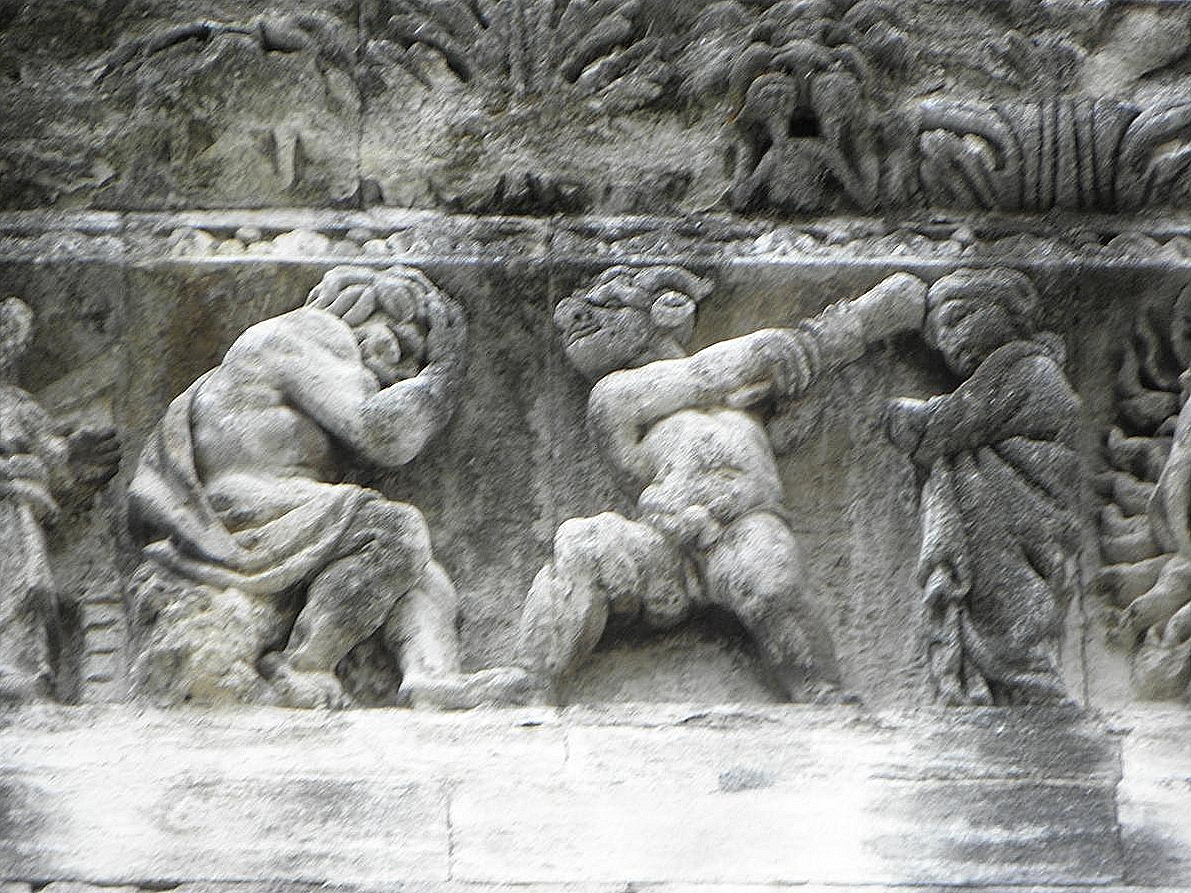
Egipcio golpeando a un israelita delante de Moisés. Detalle de relieve escultórico de la catedral de Nimes,.

La princesa egipcia (mencionada por Flavio Josefo como Termutis) descubrió la cesta y a Moisés dentro de ella. Miriam se acercó y consiguió que la princesa encargara que una hebrea amamantase y cuidase de la criatura; la hebrea en cuestión fue la propia madre de Moisés.
Durante dos años Iojebed amamantó a Moisés y después la criatura le fue entregada a la princesa. Moisés fue criado como si fuese hijo de la princesa egipcia y el hermano menor del futuro faraón de Egipto.
A través de la Mishná, la tradición hebrea conserva un relato de cómo Moisés, aun siendo una criatura perdió gran parte de su capacidad de hablar debido a un incidente que ocurrió ante el faraón en Egipto.

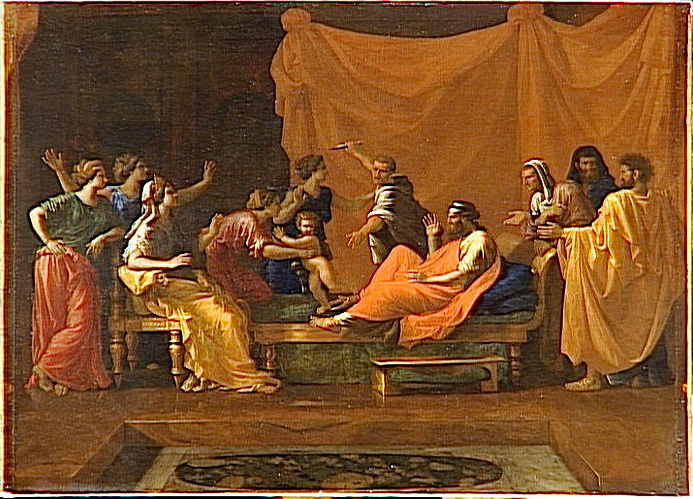
Moisés pisa la corona del faraón. Nicolás Poussin, 1645. Louvre, París
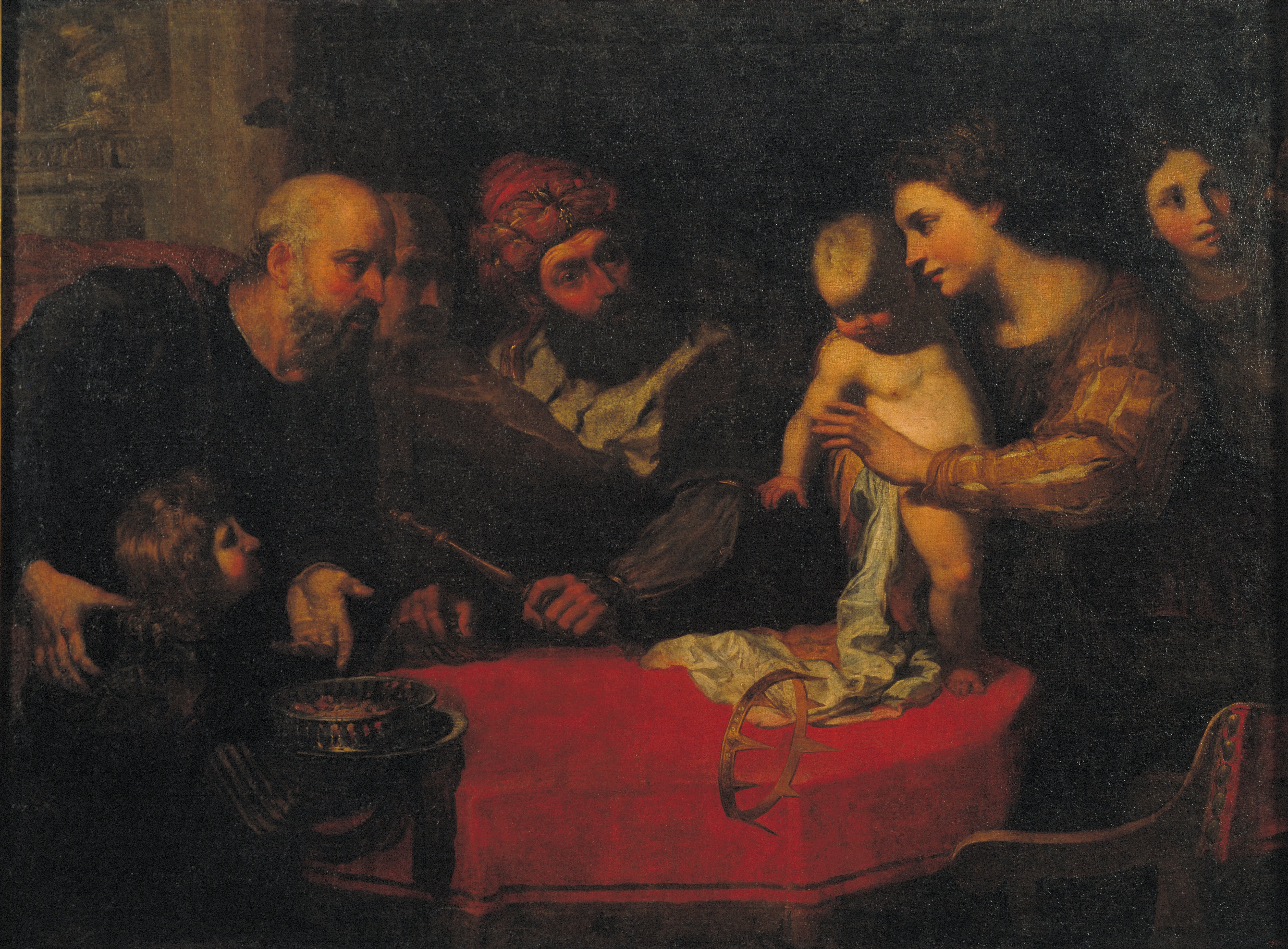
Moisés hace caer la corona del faraón. Orazio de Ferrari, c. 1650. Museu Nacional d'Art, Cataluña
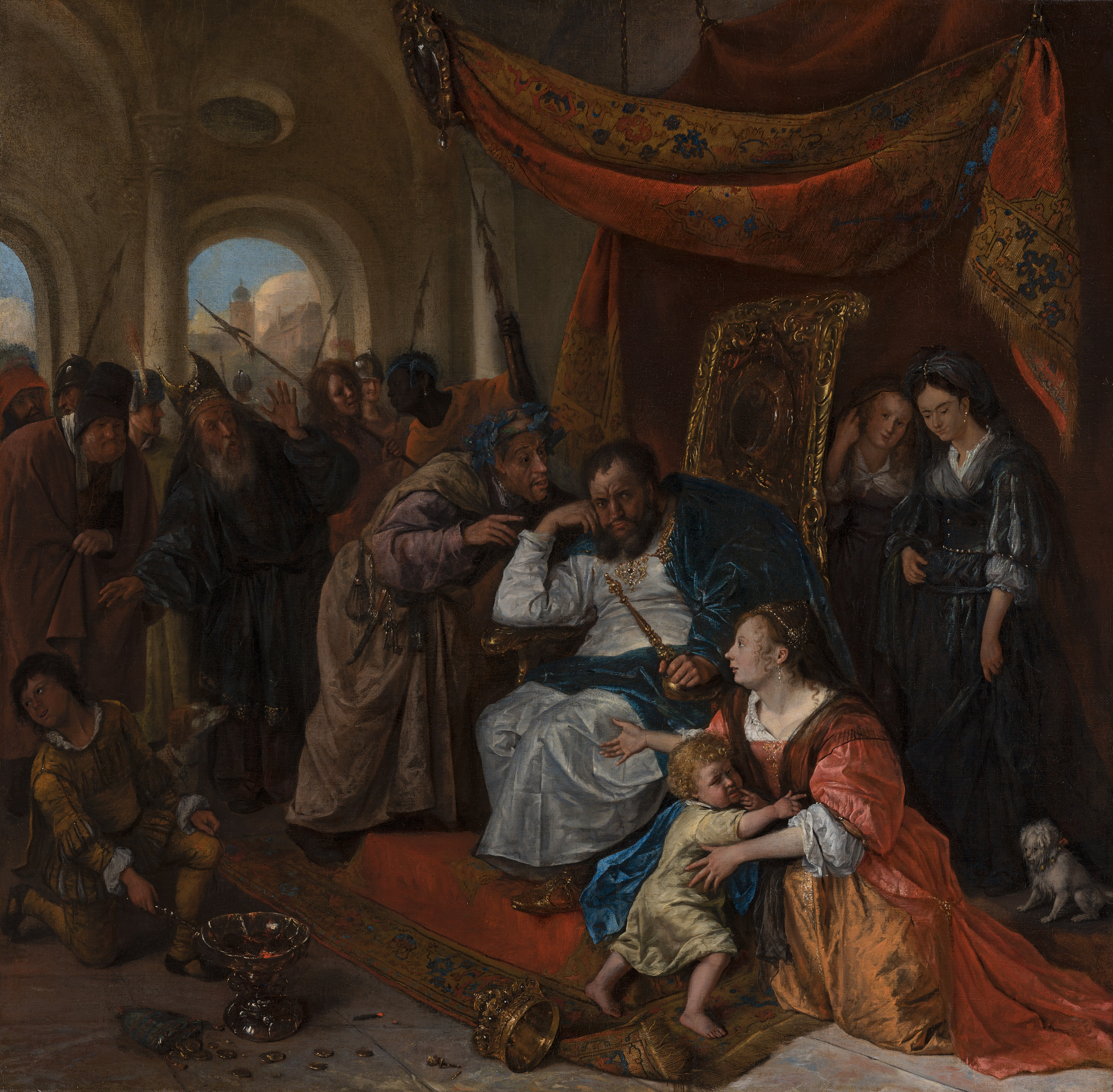
Moisés y la corona del faraón. Jan Steen, c. 1670. Mauritshuis, La Haya
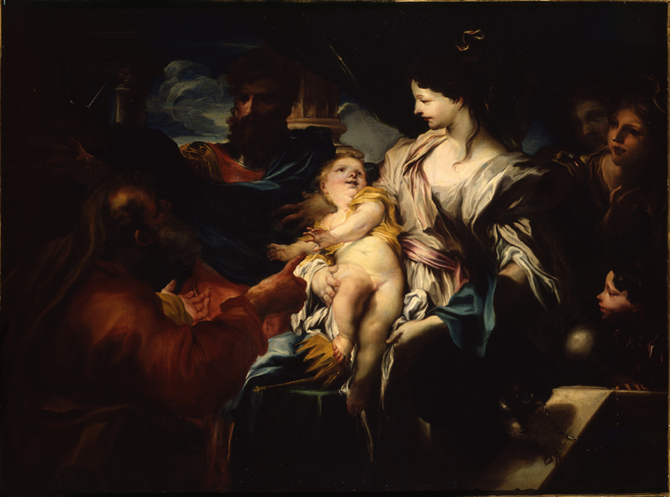
Moisés y la corona del faraón. Obra centrada en la relación Moisés-Bitia. Gregorio del Ferrari, c. 1720. Colección Carige, Génova
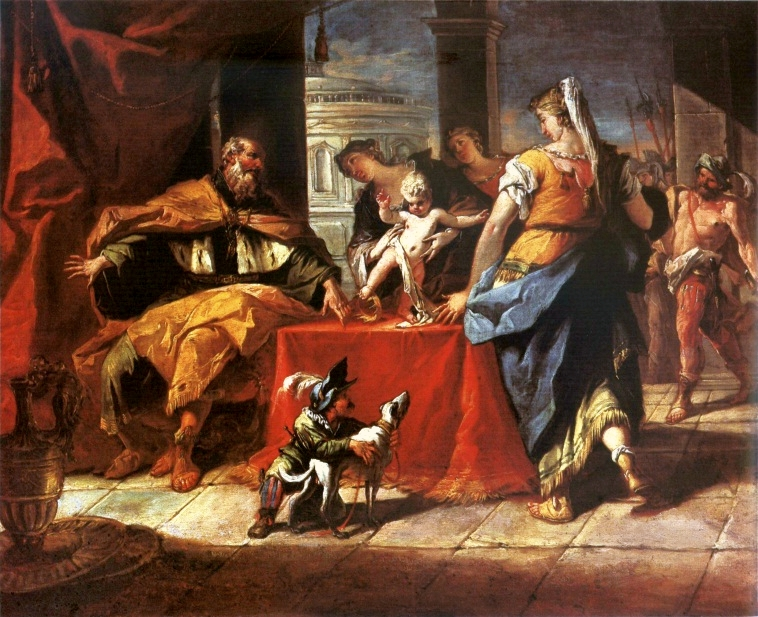
Moisés pisa la corona del faraón. Gaspare Diziani, 1740-50. Museo Nacional, Varsovia
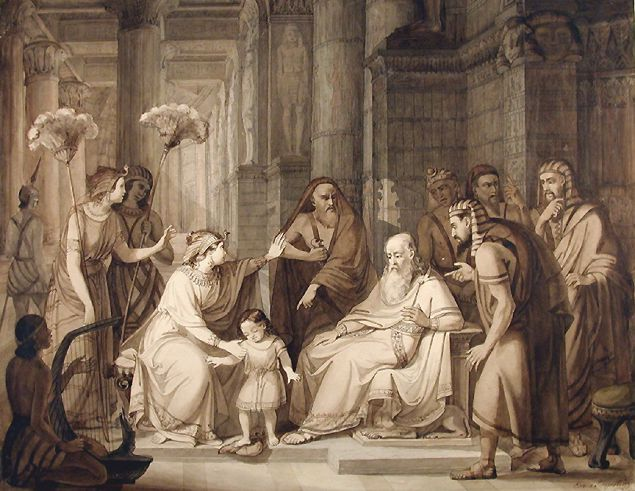
Moisés pisa la corona del faraón. Enrico Tempestini, 1846

Cuando Moisés se hizo adulto, observó el trabajo de los esclavos hebreos. Un día, al ver la brutalidad con la que un capataz egipcio maltrataba a un esclavo hebreo, Moisés acabó con la vida del egipcio, acto que lo forzó a dejar Egipto.

### Pastor en Madián
En la tierra de Madián, Moisés se detuvo en un paraje con un pozo y allí protegió a siete pastoras de una banda de otros pastores malintencionados. El padre de las pastoras, Jetró, era sacerdote de Madián. Adoptó a Moisés como hijo suyo y le permitió que habitase en Madián; allí trabajó Moisés como supervisor y responsable principal de los rebaños.
A su debido tiempo, Jetró también permitió que Moisés se casase con la mayor de sus hijas, Séfora. Trabajando como pastor, Moisés vivió en Madián durante cuarenta años, tiempo durante el cual Séfora le dio dos hijos, a quienes Moisés llamó Gersón y Eliezer.

### Revelación en la zarza ardiente

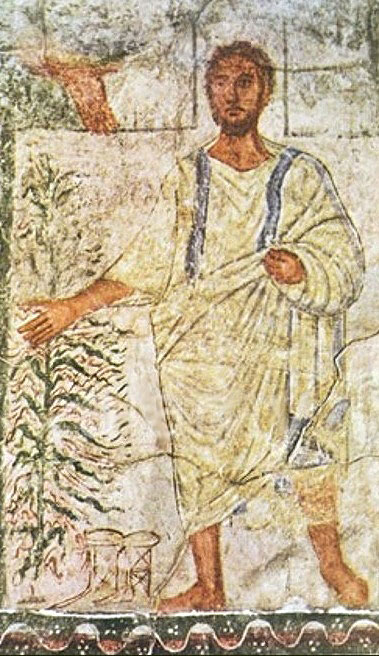
Moisés descalzo ante la zarza ardiente, con la mano de Dios que emerge del cielo. Fresco parietal proveniente de la Sinagoga de Dura Europos, 244 d. C. Detalle. Museo de Damasco, Siria.

Según la narración bíblica, en cierta ocasión, Moisés llevó a su rebaño al monte Horeb, y allí vio una zarza que ardía sin consumirse. Cuando Moisés intentó aproximarse para observar más de cerca aquella maravilla, Dios le habló desde la zarza, revelando su identidad e intención a Moisés:

No te acerques; quita el calzado de tus pies, porque el lugar en que tú estás, tierra santa es. [...] Yo soy el Dios de tu padre, el Dios de Abraham, el Dios de Isaac y el Dios de Jacob. [...] Bien he visto la aflicción de mi pueblo que está en Egipto, y he oído su clamor a causa de sus opresores, pues he conocido sus angustias.  Por eso he descendido para librarlos de manos de los egipcios y sacarlos de aquella tierra a una tierra buena y ancha, a una tierra que fluye leche y miel [...] Ven, por tanto, ahora, y te enviaré al faraón para que saques de Egipto a mi pueblo, a los hijos de Israel. [...] "Yo soy el que soy".
Éxodo 3:5-14.

En Éxodo 3, el Dios de Israel revela Su naturaleza ante Moisés.
Yahvéh indica a Moisés que ha de regresar a Egipto y liberar a su pueblo de la esclavitud. Moisés expresa no ser el candidato para realizar tamaña encomienda y, además, recuerda que padece de una dificultad en el habla. Yahvéh le asegura que le proporcionará todo el apoyo necesario para que lleve a cabo su obra.

### Las diez plagas sobre Egipto
Moisés obedece y regresa a Egipto, donde es recibido por Aarón. Ambos organizan una reunión para informar a los israelitas sobre lo ocurrido y, luego de señales, revelaciones y proezas llevadas a cabo por Moisés, los hebreos lo seguirán como enviado que trae la palabra de Yahvéh.
Lo más difícil fue persuadir al faraón para que dejase marchar a los hebreos, quienes no obtuvieron su permiso hasta que Yahvéh envió diez plagas sobre los egipcios. Esta serie de eventos comenzó con el agua tornándose sangre y culminó con la muerte de todos los primogénitos egipcios, lo cual causó tal terror entre los egipcios que el faraón terminó por permitir que el esclavizado pueblo hebreo dejara finalmente Egipto.

### El éxodo hebreo
Moisés lideró al pueblo israelita en dirección este, iniciando así la larga travesía hacia la tierra prometida. Partieron desde Ramesés hacia Sucot unos seiscientos mil hombres, sin contar los niños. Llevaron consigo los restos de José, cumpliendo la voluntad de su predecesor.

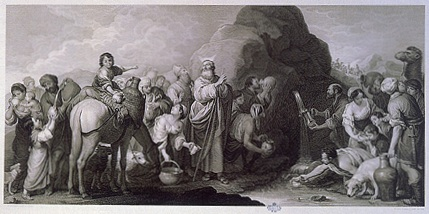
Las aguas de Moisés, imagen de Murillo, grabada por Rafael Esteve Vilella, 1839.

La gran caravana de los hebreos se movía lentamente y tuvo que acampar tres veces antes de dejar atrás la frontera egipcia, establecida entonces en el Gran Lago Amargo o en la punta más septentrional del Mar Rojo.
Entre tanto, el faraón cambió de opinión y, con un gran ejército, partió para recuperar sus esclavos. Atrapados entre el ejército egipcio y el mar, los hebreos se desesperaron, pero Yahvéh dividió las aguas del Mar Rojo por mediación de Moisés, permitiendo a los israelitas cruzarlo con seguridad. Cuando los egipcios intentaron seguirlos, las aguas volvieron a su cauce, ahogando a todo el ejército egipcio.

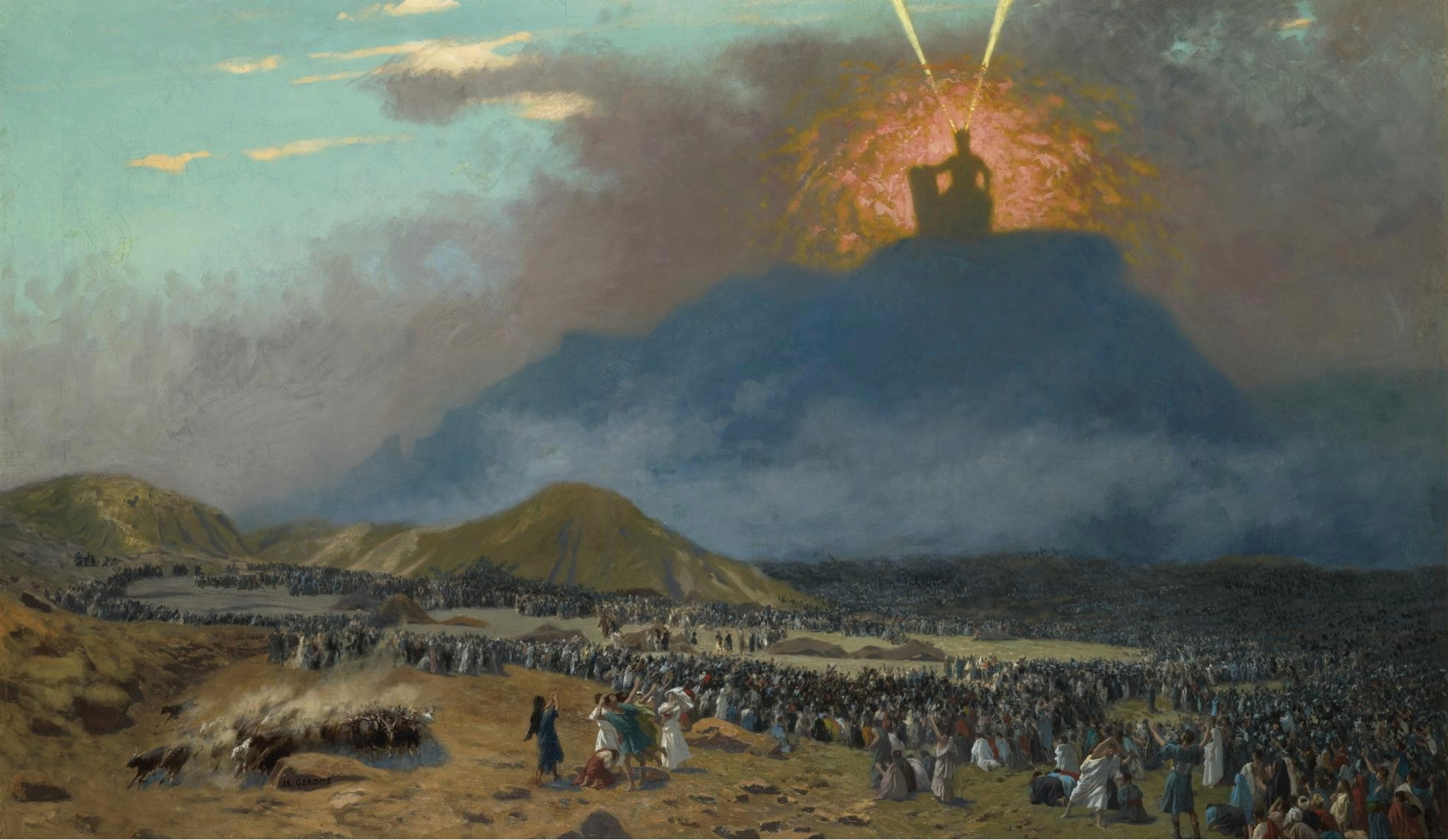
Moisés en el Monte Sinaí. Óleo de Jean-Léon Gérôme, c. 1895.

Fecha del Éxodo. Aunque la Biblia no cita al faraón del Éxodo por su nombre, sí da la fecha exacta del Éxodo. En 1 Reyes 6, 1 se lee que Salomón comenzó a construir el Templo en el cuarto año de su reinado, 480 años después de que los hijos de Israel salieran de Egipto. Se estima que el cuarto año de reinado de Salomón fue hacia el año 966 a. C. A partir de ello la fecha de Éxodo podría haber sido 1446 a. C., cuando gobernaba Tutmosis III. No obstante, dado que el texto bíblico indica específicamente que los hebreos partieron de la ciudad llamada "Ramesés" hacia Sucot, ciudades que no existían en tiempos de Tutmosis III y que datan del siglo XIII a. C., cuando Ramsés II gobernaba Egipto, en el campo de la investigación se considera el año 1250 a. C. H.W.F. Saggs, profesor de lenguas antiguas, observa en sus escritos académicos que:

La mención de la ciudad de Ramesés en Éxodo 1:11 en tanto que localidad de almacenaje, construida en parte por los esclavos israelitas, ofrece de hecho un indicio cronológico, dado que [hoy] es sabido que Ramsés II construyó una ciudad, Per-Ramsés [i.e., Pi-Ramsés], la cual se corresponde con el nombre proporcionado por la Biblia. Ello tiende a posicionar la esclavitud [de los hebreos] en Egipto y su salida de ese país en el siglo XIII a.C. Es en ese mismo siglo que ocurre la primera mención extra-bíblica de Israel. Se trata de una inscripción del sucesor de Ramsés [II], Merenptah.

### Otorgamiento de la Ley

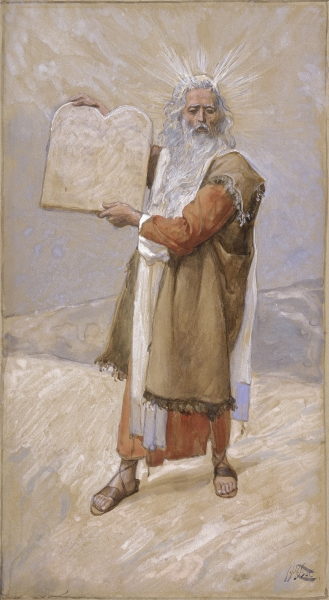
Moisés con las Tablas de la Ley, por Tissot.

Luego de transcurridos tres meses (Éxodo 19) desde que los hebreos habían salido de Egipto y durante la travesía por el desierto, Dios confirió los Diez Mandamientos directamente a Moisés y lo hizo en el monte Sinaí.
Las Tablas en cuestión recogían los Diez Mandamientos, leyes básicas de cumplimiento obligatorio para el pueblo hebreo. Dado que las distintas tribus hebraicas:

Hasta entonces conservaban la fe en un Dios único y algunas costumbres que habían heredado de sus antepasados. Pero no poseían un concepto claro acerca de Dios [...], tampoco poseían leyes fijas sobre la vida social y moral. Habiendo residido en Egipto algunos de ellos copiaron allí ciertas costumbres paganas. Era necesario, por consiguiente, enseñar a los israelitas en qué consistía su verdadera fe y a qué leyes debían atenerse.

Cuando Moisés bajó a notificar a su pueblo, descubrió que en su ausencia los israelitas habían fundido metales preciosos y construido un becerro de oro, a semejanza de un cuadrúpedo ídolo egipcio, Apis, y comprendió que lo veneraban. La eventual idolatría cometida por el pueblo provocó la ira de Dios e, indignado, Moisés montó en cólera y arrojó las Tablas de la Ley, destruyendo asimismo el ídolo de oro. Las prescripciones divinas no obstante serían reescritas y restablecidas por Moisés, siendo subsecuentemente adoptadas por el pueblo.

Al acercase Moisés al campamento, vio el ternero y las danzas. Se llenó de furor y arrojó las tablas, que se hicieron pedazos al pie del monte
Éxodo 32:19

Iconográficamente, Moisés es representado como legislador del pueblo hebreo y portando las Tablas de la Ley con los Diez Mandamientos, siendo dichas Tablas su principal atributo en la creencia colectiva e imaginería visual tanto judía como cristiana.

### Éxodo

#### Travesía por la península de Sinaí
La travesía por una serie de parajes inhóspitos de la gran masa de personas fue dura y muchos empezaron a dar rumores y a murmurar contra sus líderes (Moisés y Aarón), aduciendo que era mejor estar bajo el yugo egipcio que padecer las penurias de la travesía. Moisés realizó innumerables milagros para aplacar la dureza de la travesía y demostrar al pueblo de Israel que Yahveh los guiaba. Las manifestaciones divinas fueron pródigas.

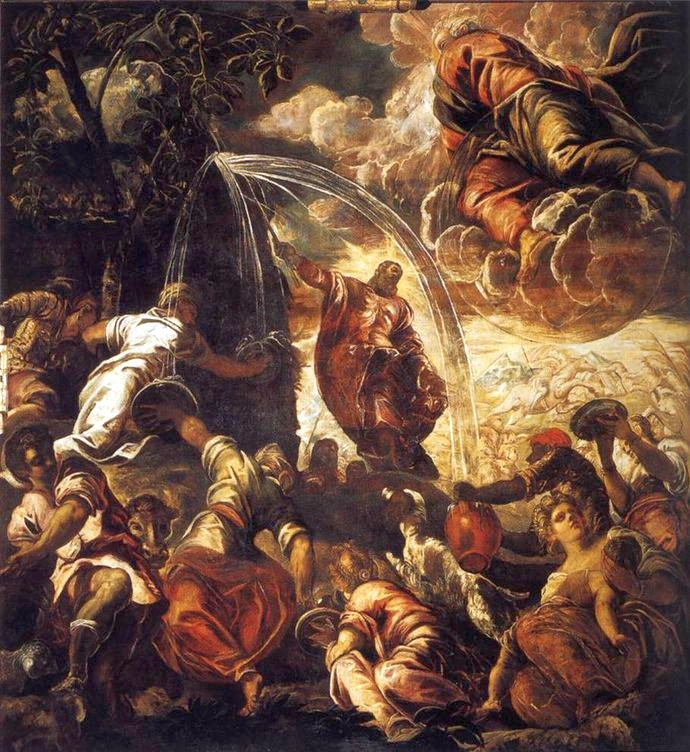
Tras golpearla con su vara, Moisés hace manar agua de la roca (cuadro de Tintoretto, Scuola di San Rocco, Venecia)

Para alimentarlos, Yahveh hizo llover maná del cielo. Para beber, les dio múltiples fuentes de agua, como la fuente de agua amarga convertida en agua dulce. En tanto Yahveh ordenó a Moisés hablarle a la roca donde saldría gran cantidad de agua, pero, Moisés golpeó la roca dos veces con su bastón, pero él se enfureció por golpear la roca, asegurando que Moisés no entrará a la tierra prometida, por eso llamaron a ese lugar Meriba, es decir discusión.
En su travesía por los desiertos, Israel lucha por primera vez contra los amalecitas, que eran un pueblo principal y vencen solo por la pujanza de Moisés. (Éxodo 17:8).
Israel además vence a Arad, a los amorreos liderados por Sehón (Números, 21) y rodean tierras por donde no se les permite combatir ni se les da el paso, como es el caso de las tierras de Edom.
En el monte Sinaí, el pueblo judío fue organizado doctrinalmente por el sacerdocio menor de Aarón. Se les inculca estatutos, mandamientos y por sobre todo el desarrollar fidelidad a los convenios con Yahveh. Esta historia es contada en el Levítico.
En el mismo monte, Yahveh entrega el Decálogo de los Diez Mandamientos, pero al bajar Moisés junto a Josué, encuentra a su pueblo adorando un becerro de oro. Esta perversión a los ojos de Yahveh fue castigada con la muerte, así en el Éxodo se cuenta: «Y él les dijo: Así ha dicho el Señor, el Dios de Israel: Poned cada uno su espada sobre su muslo: pasad y volved de puerta a puerta por el campo, y matad cada uno a su hermano, y a su amigo, y a su pariente. Y los hijos de Leví lo hicieron conforme al dicho de Moisés: y cayeron del pueblo en aquel día como tres mil hombres». Situaciones como esta se sucederían varias veces en el trayecto hacia la tierra prometida.
Yahveh le volvió a dictar sus diez mandamientos y para transportar las sagradas escrituras, se construyó el arca de la alianza. Para portar dicha arca, se construyó el Tabernáculo, que sería el transporte del arca hasta que se llegara a la tierra prometida, donde se construiría un templo donde albergarla.

#### Censo de Moisés
En Números 1, Dios ordena a Moisés hacer un censo de todos los israelitas para organizarlos mejor, este censo solo contabilizó hombres mayores de 20 años y realizado con la colaboración de un jefe patriarcal de cada tribu. La tribu Leví fue contabilizada separadamente en Números 3, todos aquellos hombres de un mes de edad en adelante. Estos censos es la razón por la cual este libro bíblico se llama "Números" y el total contado es similar al otro censo dentro del libro Éxodo. 
| Censo de Moisés Sólo contabiliza hombres | Censo de Moisés Sólo contabiliza hombres |
| Tribu                                    | Cantidad                                 |
| ---------------------------------------- | ---------------------------------------- |
| Rubén                                    | 46,000                                   |
| Simeón                                   | 59,000                                   |
| Gad                                      | 45,600                                   |
| Juda                                     | 74,600                                   |
| Isacar                                   | 54,000                                   |
| Zabulón                                  | 57,000                                   |
| Efraín                                   | 40,500                                   |
| Manasés                                  | 32,200                                   |
| Benjamín                                 | 35,400                                   |
| Dan                                      | 62,000                                   |
| Aser                                     | 41,000                                   |
| Neftalí                                  | 53,000                                   |
| Leví                                     | 22,273                                   |
| TOTAL                                    | 622,573                                  |

#### Moisés envía a doce espías
Ya cerca de la tierra prometida, Moisés encomienda a doce espías investigar y dar un reporte de las bondades de la tierra de promisión. Después de cuarenta días de investigación diez de los doce espías dan un reporte sumamente desalentador sobre las gentes que moraban sobre estas tierras, inculcando miedo a las huestes armadas y sobre todo desconfianza a las promesas de Yahveh. Únicamente Josué (de la tribu de Efraín) y Caleb (representante de Judá), regresaron y manifestaron que Dios les ayudaría a que la nación hebrea se asentara en Canaán. 
Debido a esto, es aquí donde Dios castigó a Israel hablándole a Moisés y diciéndole estas palabras:

«Vosotros a la verdad no entraréis en la tierra, por la cual alcé mi mano
y juré que os haría habitar en ella; exceptuando a Caleb hijo de Jefone
y a Josué hijo de Nun...
Conforme el número de los días, de los cuarenta días en que reconocisteis
la tierra, llevaréis vuestras iniquidades cuarenta años, un año por cada
día; y conoceréis mi castigo...».

Por lo tanto los israelitas se vieron forzado a permanecer en el desierto durante cuarenta años más. Finalmente, tras cuarenta años de vagar por el desierto, los hebreos de aquella generación murieron en el desierto y la autoridad de Moisés como conductor del pueblo pasó a Josué.

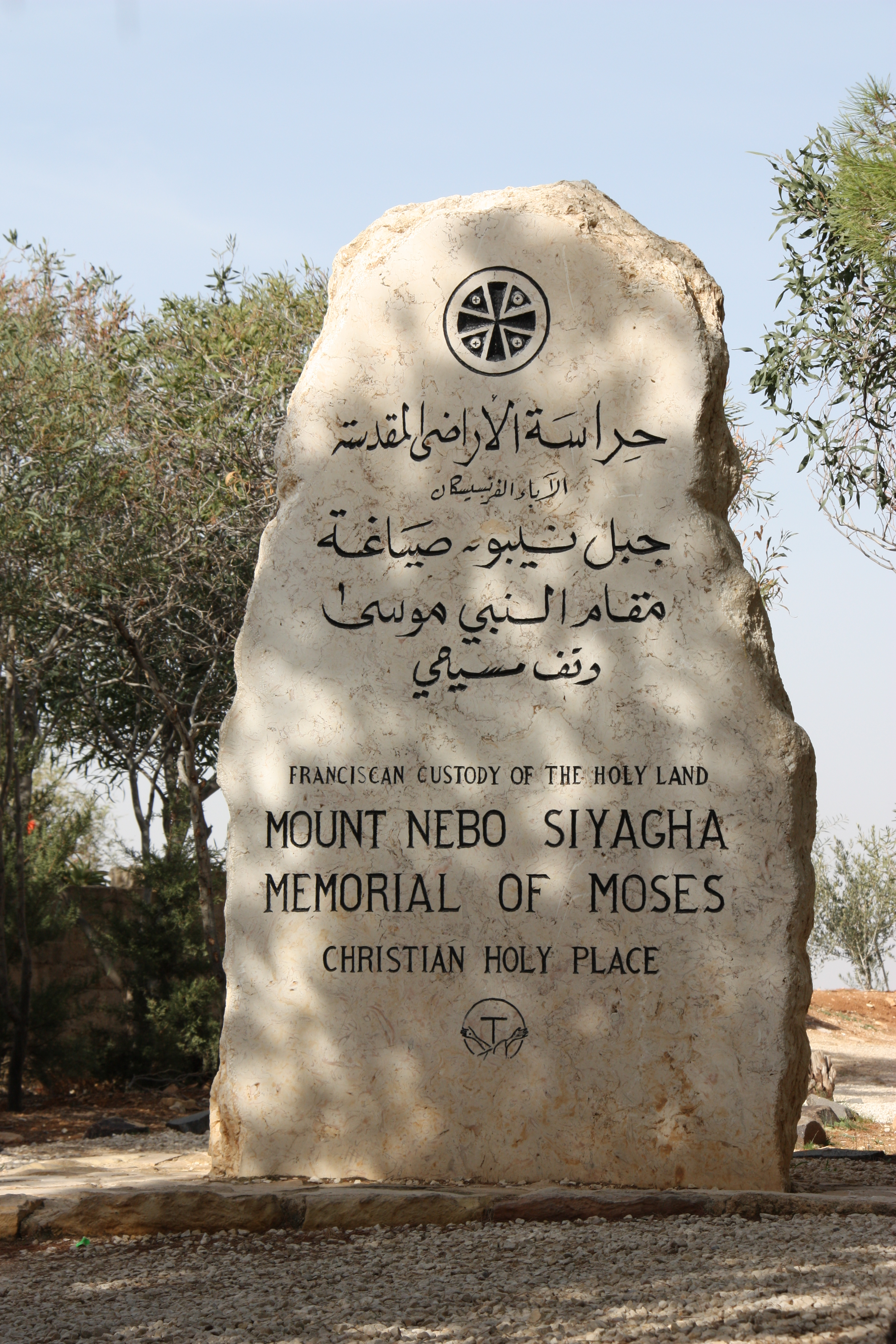
Monumento a Moisés en Monte Nebo, Jordania.

Según esos textos, Yahveh ―al ver el miedo de su pueblo elegido― prohibió la entrada de todo varón de guerra (mayores de 20 años) a la tierra de promisión, incluyendo al mismo Moisés a quien solo se le permitió verla desde lo alto de un monte (Nebo). Es preciso aclarar,[¿Por qué?] sin embargo, que la prohibición no incluía a los levitas (tribu a la que pertenecía Moisés), quienes no estaban registrados para la guerra, ni tampoco a Josué y Caleb, quienes sí mostraron fe en las promesas divinas. A Moisés no se le permitió debido al suceso en Meribá.
Ya estando cerca de Moab, Balac, rey de los moabitas ve venir a Israel por el margen oriental y teme del pueblo de Israel, manda a llamar a Balaam, adivino de Mesopotamia para que maldiga al pueblo de Israel; pero Yahveh envía a un ángel a interponerse en el camino de Balaam hacia el monte de Bamot-Baal y es persuadido a bendecir al pueblo israelita y lo hace tres veces a pesar de los deseos de Balac.

### Muerte de Moisés
Según el Libro de los Números (20:7-13) Moisés había golpeado por dos veces una roca en Meribá, a fin de que de ella manara una fuente de agua; este hecho fue visto como señal de duda, por la cual Dios le negó el ingreso a la Tierra Prometida. Fue autorizado, sin embargo, a contemplarla desde la cima del monte Nebo, en Moab; allí murió, en pleno vigor a los ciento veinte años de edad según el libro bíblico del Deuteronomio (34:1-9). La tradición talmúdica, a partir de las primeras líneas del Libro de Josué fijó la fecha en el 7 de Adar. Según el Seder Olam Rabba, el año corresponde al 2488 de la Creación que equivale al 12 de febrero de 1272 antes de la Era Cristiana. En cuanto al lugar de sepultura, el texto citado lo considera desconocido pero leyendas posteriores, recogidas en el Nuevo Testamento por la Epístola de Judas (1:9) mencionan una disputa entre el arcángel Miguel y Satanás, en relación con el cuerpo de Moisés.

## Moisés en el judaísmo

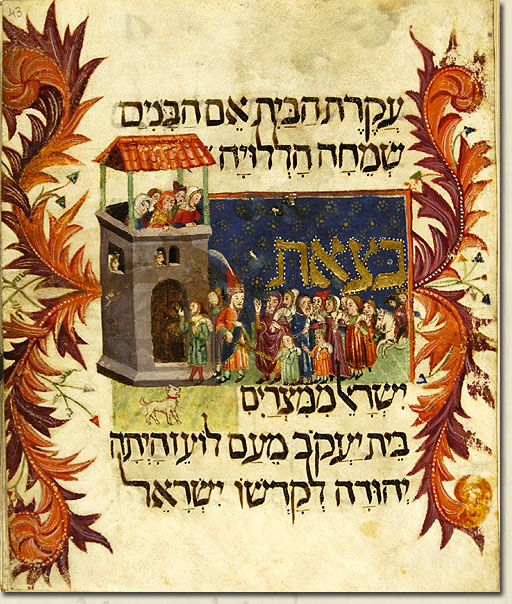
Moisés lidera el Éxodo. Arte sefardí. Hagadá de Cataluña,.

La principal fuente en relación con Moisés es la Torá, cuyos ejemplares son preservados en todas las sinagogas e instituciones israelitas. Dentro de los textos sagrados del judaísmo, particularmente importantes son los libros del Pentateuco, cuya redacción definitiva tuvo lugar en tiempos del monarca Josías, quien gobernó el Reino de Judá en el siglo VII a. C. Existe además una multitud de otros tantos documentos, literatura, historias e información adicional sobre Moisés en las exégesis rabínicas conocidas como el Midrásh, así como en las compilaciones de textos más importantes de la ley oral judía, a los que se conoce como la Mishná y el Talmud.
Tradicionalmente durante Pésaj (Pascua judía), y desde por lo menos la Edad Media, los observantes judíos leen el texto de la Hagadá, donde se narra el proceso de liberación de los hebreos de su esclavitud en Egipto y la intervención de Moisés en el mismo.

## Moisés en el cristianismo

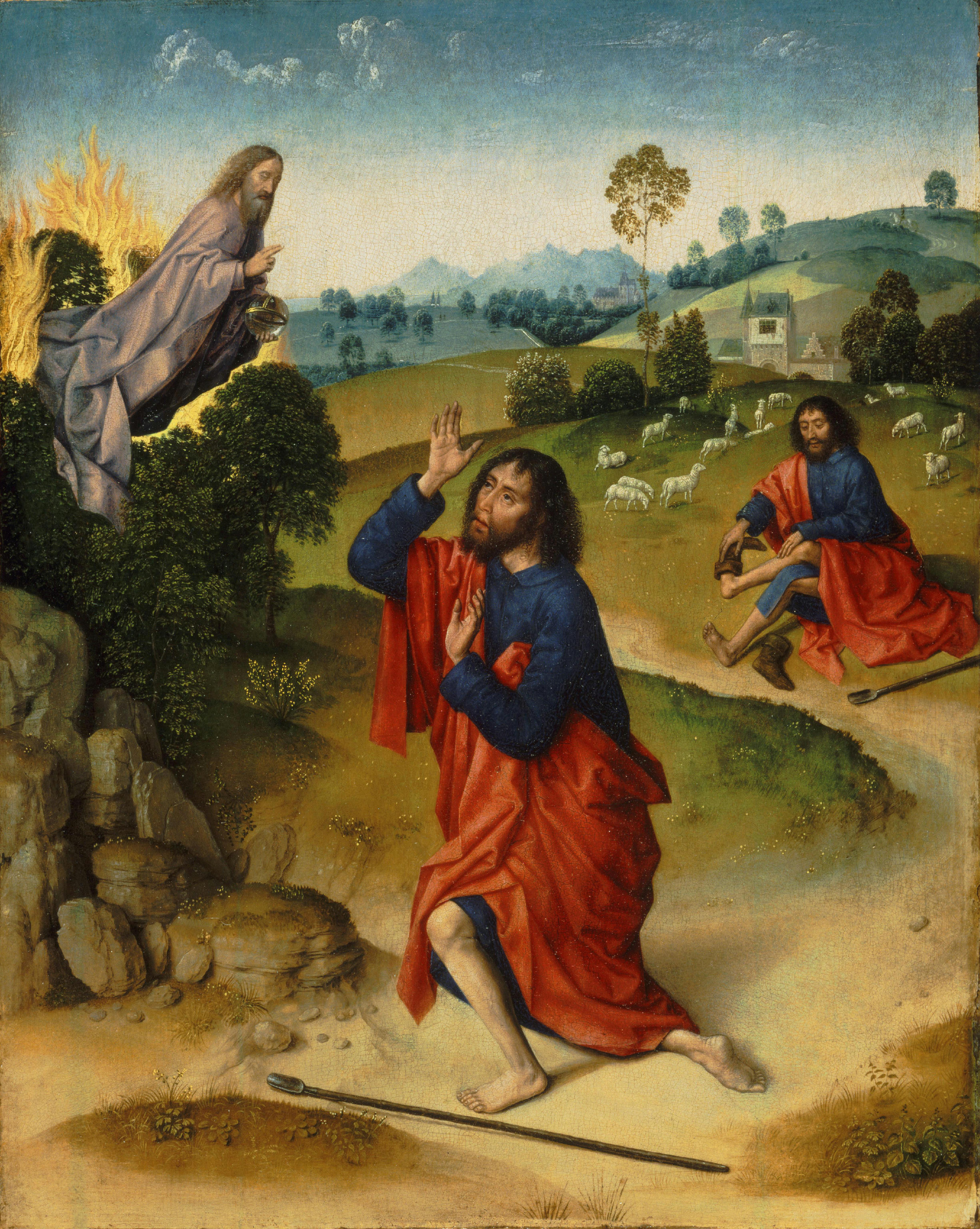
Moisés y la zarza ardiente. Dirk Bouts, 1450-1475.

Moisés es un precursor de Jesús, a menudo se los compara e indica que Moisés es considerado un profeta y por consiguiente portador de la palabra de Dios. En el Evangelio, las enseñanzas y hechos de la vida de Jesús son comparados con aquellos de Moisés para explicar la misión de Jesús.
Moisés figura a su vez en varios de los mensajes de Jesús. Cuando conoce al fariseo Nicodemo por la noche, en el tercer capítulo del Evangelio de Juan, compara el alzado de la serpiente de bronce en el desierto, que cualquier hebreo podía mirar para ser curado, con su propia ascensión a los cielos (tras su muerte y resurrección) de modo que la gente lo vea y ser curada. En el sexto capítulo, Jesús responde a sus seguidores que Moisés hizo que cayera el maná en el desierto diciendo que no había sido él, sino Yahveh, quien había obrado el milagro. Llamándolo el «pan de la vida», Jesús afirma que ahora es él quien alimenta al pueblo de Yahveh. En la carta de Judas contiene una breve mención de una disputa entre el Arcángel Miguel y el diablo por el cuerpo de Moisés.
Iconográficamente, Moisés figura en relieves, mosaicos, manuscritos miniados, íconos, vitrales, pinturas y esculturas que responden a las diferentes expresiones de la fe cristiana. Moisés es además santo patrono de iglesias en el Monte Nebo, Venecia y Ámsterdam.

## Moisés en el islam

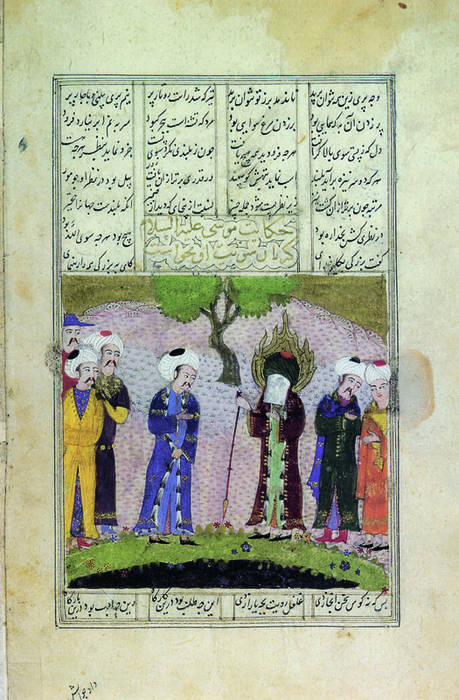
El profeta Musa, con su rostro velado y portando el báculo en su mano. Khamsa-e-Nizami, 1489. Museo Nacional de Polonia, Cracovia.

En el Corán, el libro sagrado del Islam, la vida del profeta Moisés (Mûsâ ibn 'Imran, en árabe: ٰمُوسَى) se cita más que la de cualquier otro profeta (nabi) reconocido por los musulmanes ya que, junto con Abraham, es considerado uno de los profetas más importantes del monoteísmo previo a Mahoma. El libro destaca que Moisés es una figura principalmente monoteísta y establece pocas diferencias en relación con la creencia tanto de hebreos como de cristianos; afirma que Dios (en árabe Alá) le reveló el libro sagrado (la Tawrat, en árabe: توراة, forma del hebreo Torá) y numerosos relatos de la Biblia relacionados con Moisés se hallan incorporados al texto coránico.
Los musulmanes veneran el sepulcro de Moisés, al que denominan «Maqam El-Nabi Musa», que se encuentra en el territorio de Palestina, unos ocho kilómetros al sur de Jericó, en el camino a Jerusalén.

## Iconografía

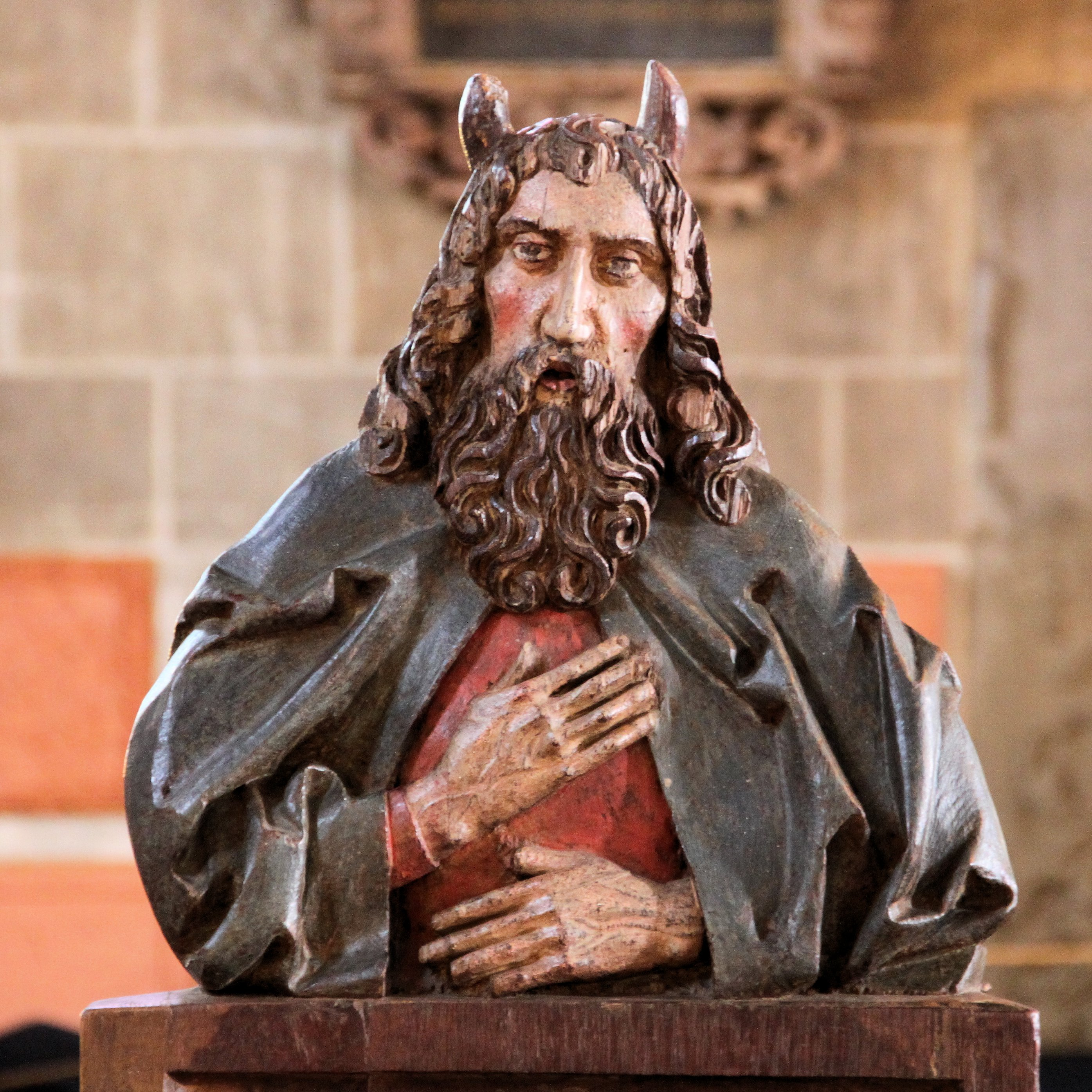
Moisés con dos cuernos, siglo XV
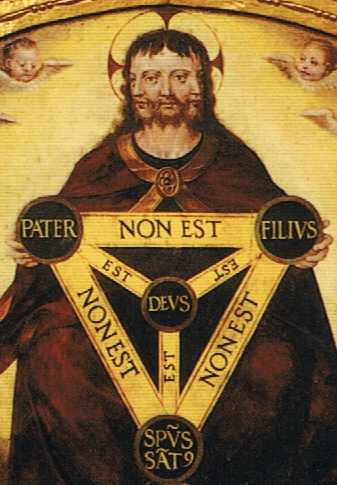
Trinidad con tres rostros, c. 1570

En la Historia del Arte, la figura de Moisés es frecuente tanto en el arte judío como en el cristiano; generalmente es representado como profeta con las Tablas de la Ley como principal atributo. Suele figurar como un hombre ya maduro, barbudo, portando una túnica hebrea y una vara o báculo en su mano. En imágenes que conciernen a la juventud de Moisés se lo representa con los atributos de un príncipe egipcio.
Otro atributo singular de Moisés es la luminosidad que emerge de la piel de su rostro y que tiene su referente último en el texto bíblico, donde este concepto encuentra expresión mediante el haz de luz que hacía que resplandeciera el rostro de Moisés luego de haber estado este en presencia del Creador. En términos visuales ello es a menudo expresado mediante dos haces de luz que parten desde la frente del hombre que se ha vuelto profeta.
La presencia de cuernos (en vez del empleo de un haz de luz) en el caso de las imágenes que involucran a Moisés se debe a un error de interpretación al traducirse la Biblia del hebreo al latín: la antigua expresión hebrea keren or (קָרַ֛ן עֹ֥ור), que se refiere al estado replandeciente del rostro de Moisés, fue interpretada por Jerónimo de Estridón equivocadamente como «cuernos» e incluida como tal en la Vulgata; ello dio lugar a un Moisés con cuernos en varias imágenes eclesiásticas del período gótico tardío, entre los siglos xiv a xvi. No obstante, ello fue en su momento notado por la Iglesia y los cuernos en cuestión fueron a partir de entonces reemplazados por formas visualmente comparables a rayos de luz que en términos unívocos expresan la resplandecencia del rostro de Moisés.
En el celebérrimo caso del Moisés de Miguel Ángel, el artista florentino recurrió a un par de cuernos no por ignorancia o falta de información, sino porque deseaba expresar la noción de que Moisés, luego de su encuentro con el Creador, se había transformado y ya no era meramente un hombre, sino un ser prácticamente sobrenatural debido al extraordinario papel que le tocaba desempeñar ante Dios.
En la imaginería cristiana, tanto católica como ortodoxa, cuando se expresa la noción de santidad, Moisés puede a veces presentar una aureola en aquellas representaciones icónicas que le son propias.

## Historicidad

### Evidencia histórica
El consenso académico indica que Moisés y el Éxodo tal y como los describe la Biblia son míticos, si bien una mayoría de eruditos acepta la existencia de un núcleo histórico en la narrativa. En esta línea, varios eruditos han propuesto un relativamente pequeño grupo de personas de origen egipcio que se habrían unido a los antiguos israelitas, haciendo que la memoria histórica de su «éxodo» se extendiese a todo Israel en su conjunto, y a quienes William G. Dever identifica cautamente con la Casa de José, mientras que Richard E. Friedman los identifica con la Tribu de Leví.
Las referencias extrabíblicas sobre Moisés datan de muchos siglos después de la época en la que supuestamente vivió. Se desconoce si se basan únicamente en la tradición judía o si también han tomado aspectos de otras fuentes. Algunos autores judíos como Flavio Josefo y Filón de Alejandría o griegos como Diodoro Sículo señalan que es nombrado por autores como Hecateo de Abdera, Alejandro Polyhistor, Manetón, Apión y Queremón de Alejandría; sin embargo, las obras de estos escritores se han perdido y solo sobreviven en citas. De ellos, el más notable es Manetón, un cronista y sacerdote egipcio helenizado del siglo iii a. C., quien nombra a Moisés en su obra sobre la historia de Egipto (Aigyptiaca), la cual solo se conserva en citas de autores judíos y cristianos. Manetón dice, según las citas, que Moisés no era judío, sino un sacerdote egipcio de nombre Osarsef. Este sacerdote era un rebelde que condujo un ejército de leprosos contra el faraón Amenofis (no se indica cuál de ellos) en complicidad con los hicsos. Victoriosos al principio, fueron derrotados por Amenofis, quien los expulsó de Egipto; después de ello Osarsef cambió su nombre a Moisés y los leprosos fundaron la ciudad de Jerusalén. El relato de Manetón fue parcialmente aceptado en el siglo XIX y principios del XX por algunos autores como Schuré o Freud, quienes veían en él un recuerdo deformado del personaje histórico. Actualmente se acepta que es en parte un libelo antijudío y en parte un cuento popular sobre la época de los hicsos y el período de Amarna.
A la luz de lo descubierto sobre la historia y cultura egipcias, numerosos investigadores del siglo XX, como Kitchen, Noth y Albright, entre otros, han sugerido un trasfondo auténtico en el personaje. El principal argumento es que Moisés, al contrario de lo que dice la Biblia, es un nombre de origen egipcio que significa «hijo» (aparece como mosis, moses o més en las transcripciones; por ejemplo Tutmosis, hijo de Toth, o Ramsés, hijo de Ra). Además, algunas leyes y costumbres rituales contenidas en la obra atribuida a Moisés, como el Arca de la Alianza, podrían rastrearse a mitos y ritos egipcios. Por otra parte, otros elementos, en especial el relato de su abandono en una cesta colocada en el río, se vinculaban con la leyenda mesopotámica de Sargón de Acad, que sería su fuente, y se comparaban con relatos similares en otros mitos sobre el origen del héroe, en especial el de Edipo.
Esta interpretación, corriente a mediados del siglo XX, fue sustituida por otra que, a la luz de los avances en arqueología, crítica bíblica e historia, ponía en entredicho la propia existencia de Moisés o lo reducía a un nombre del pasado de Israel, acerca del cual poco podía decirse. En la actualidad, quienes sostienen la existencia de un núcleo histórico en la narrativa apelan como evidencia a favor los documentados movimientos de pequeños grupos de antiguos semíticos hacia y desde Egipto durante las Dinastías XVIII y XIX, algunos elementos del folclore y la cultura egipcia en la narrativa del Éxodo, y los nombres de Moisés, Aarón, Fineas y otros, que parecen tener un origen egipcio.
Por otra parte, la corriente del minimalismo bíblico, sobre todo las obras de Philip R. Davies, Niels Peter Lemche y el arqueólogo Israel Finkelstein, considera que todos los libros de la Biblia, especialmente la historia del Éxodo, la Conquista y los reinados de Saúl, David y Salomón, fueron compuestos en un período tardío (entre la conquista asiria y el dominio persa) sobre la base de viejas leyendas alteradas para legitimar las reformas religiosas de la época.
Si bien ciertos documentales, como El Éxodo descodificado, de Simcha Jacobovici y James Cameron, insisten en darle credibilidad literal al relato del Éxodo, e incluso pretenden descubrir que Amosis I corresponde al faraón aludido en la Biblia, tales afirmaciones son consideradas enteramente infundadas y construidas sobre la base de falacias por la comunidad científica.

### Cuestiones cronológicas
En cuanto a la época de Moisés, el problema se vincula al del Éxodo, para cuya datación existen diferentes hipótesis, pero ninguna prueba histórica que lo confirme:
- En el siglo XVI a. C., hacia el final la era de los hicsos, hipótesis que se relaciona con el relato de Manetón.

- Alrededor de 1420 a. C., con las primeras incursiones de los habiru en Canaán. Richard Darlow lo identifica con el príncipe Ramose, quien es mencionado en documentos egipcios alrededor de la época de Hatshepsut.[109]

- Durante el siglo xiii a. C., pues el faraón durante la mayoría de ese tiempo fue Ramsés II, el cual se considera habitualmente que fue el faraón con el cual se tuvo que enfrentar Moisés –conocido como «el faraón del Éxodo» o «el faraón opresor»—, de quien se dice haber obligado a los hebreos a construir las ciudades de Pithom y Ramesés. Estas ciudades se conocen por haber sido construidas bajo Seti I y Ramsés II, haciendo a su sucesor Merenptah el posible «faraón del Éxodo». Sin embargo, en la estela de Merenptah del quinto año del citado faraón (1208 a. C.) se narra que «Israel está acabado, no queda ni la semilla».

- Una hipótesis muy difundida en el siglo XX (hoy desacreditada por la investigación científica [cita requerida]) afirmaba que Moisés era un noble de la corte del faraón Akenatón. Esta idea fue defendida por Sigmund Freud y, con variantes, por Joseph Campbell, quienes sugirieron que Moisés pudo haber abandonado Egipto tras la muerte de Akenatón (1358 a. C.), cuando las reformas monoteístas del faraón fueron rechazadas violentamente.[110] En conexión con esta idea, las contemporáneas Cartas de Amarna,[111] escritas por los nobles para Akenatón, describen bandas asaltantes de habirus atacando territorios egipcios.[112]

## Moisés en cine y televisión

### Cine
- 1923 - The Ten Commandments / Los Diez Mandamientos (Estados Unidos)
- 1956 - The Ten Commandments / Los Diez Mandamientos (Estados Unidos)
- 1975 - Moses und Aron / Moisés y Aaron (Alemania, Austria, Francia, Italia)[113]
- 1998 - The Prince of Egypt / El Príncipe de Egipto (Estados Unidos) (película animada)
- 2007 - The Ten Commandments (Estados Unidos) (película animada)[114]
- 2014 - Exodus: Gods and Kings / Exodus: Dioses y Reyes / Éxodo: Dioses y Reyes (Estados Unidos, Reino Unido, España)
- 2016 - Os Dez Mandamentos: O Filme / Moisés y los Diez Mandamientos: La Película (Brasil)[115]

### Televisión
Películas para televisión
- 1959 - The Ten Commandments (Estados Unidos)[116]
- 1995 - Moses / Moisés (Estados Unidos, Reino Unido, Francia, Italia, España, Alemania, República Checa)[117]
- 1997 - The Ten Commandments (Estados Unidos) (película animada)[118]

Series de televisión
- 1974-1975 - Moses the Lawgiver / Moisés (Reino Unido, Italia)[119]
- 1978 - Grandes héroes de La Biblia: La historia de Moisés[120]
- 1985 - La más grandiosa de las aventuras: pasajes de la Biblia, episodio Moisés.
- 1997 - Seisho Monogatari, En el Principio: Historias de la Biblia, episodios de Moisés y el Éxodo.
- 2006 - The Ten Commandments / Los Diez Mandamientos (Estados Unidos)[121]
- 2015-2016 - Os Dez Mandamentos / Moisés y Los Diez Mandamientos (Brasil) (telenovela)